# 瓦茨拉夫·沃罗夫斯基
瓦茨拉夫·瓦茨拉沃维奇·沃罗夫斯基（羅馬化：Vatslav Vatslavovich Vorovckiy；1871年10月27日—1923年5月10日），苏联波蘭裔共产主义革命家、外交官、马克思主义文艺理论家，《无产者报》编辑。在马克思主义文艺批评史上，他是与格奥尔基·普列汉诺夫、卢那察尔斯基并称的先驱者，被列宁称为“主要布尔什维克作家”之一。1923年，沃罗夫斯基在代表苏联参加洛桑会议期间在一家餐廳中被俄国侨民莫里斯·康拉迪暗杀，康拉迪后被判无罪。沃罗夫斯基号通信指挥舰以他命名。